# Arthur Tappan Pierson

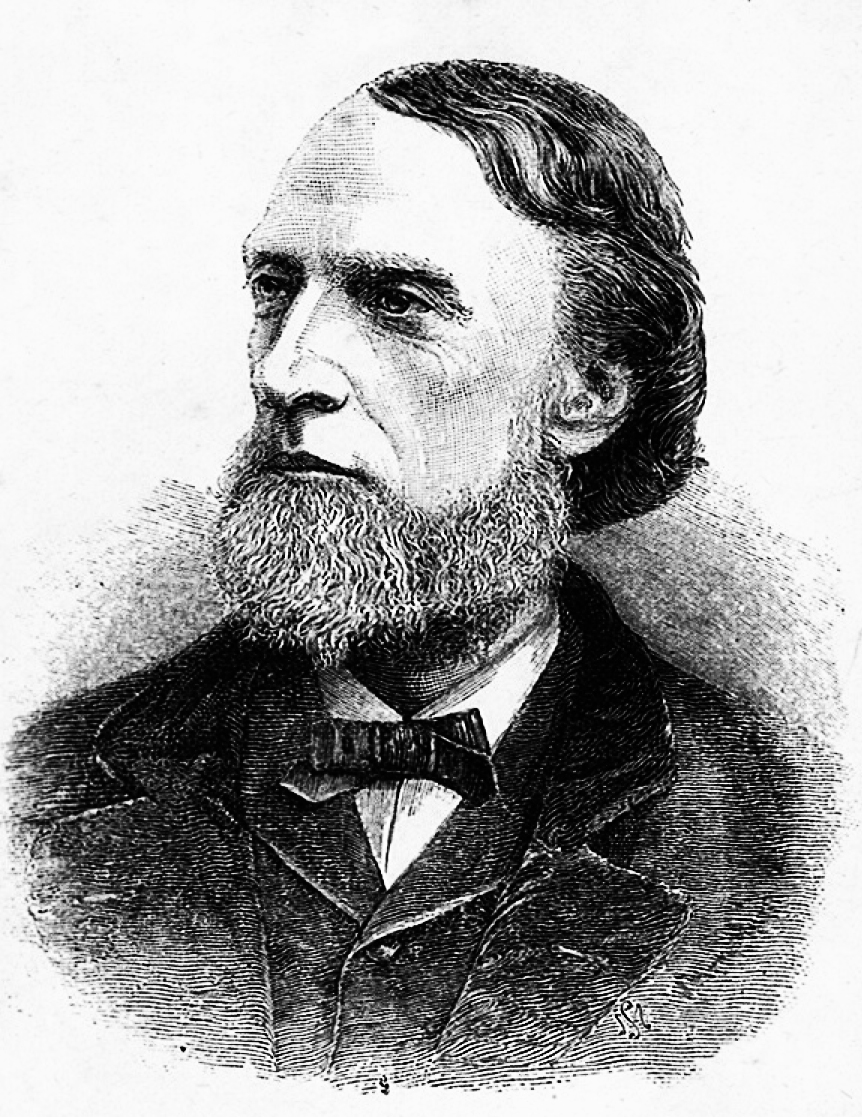
Arthur Tappan Pierson, 1886

Arthur Tappan Pierson, häufig auch Arthur T. Pierson genannt, (* 6. März 1837 in Manhattan, New York City; † 3. Juni 1911 in Brooklyn) war ein US-amerikanischer presbyterianischer Pastor, Förderer der Glaubensmissionen und Schriftsteller der Heiligungsbewegung, der über 13.000 Predigten verfasste, über fünfzig Bücher schrieb und Bibelvorlesungen als Teil eines „transatlantischen Predigtministeriums“ hielt, das ihn in Schottland, England und Korea bekannt machte.

## Leben und Wirken
Pierson ist ein Nachkomme des nonkonformistischen englischen Pastors und Missionars Abraham Pierson, der 1639 in die Kolonie Plymouth in Massachusetts auswanderte. Die Gründer der Yale University und Princeton University gehörten auch zu seinen Vorfahren. Er war das neunte von zehn Kinder von Sallie und Stephen Haines Pierson, die überzeugte Presbyterianer waren. Sie gaben Arthur als zweiten Vornamen Tappan, der nach dem Abolitionisten Arthur Tappan (1786–1865) und dem Kirchenlieddichter William Tappan (1794–1849) ausgewählt wurde. Im Jahr 1850 fand er mit 13 Jahren anlässlich einer methodistischen Erweckungsversammlung zu einem persönlichen Glauben an Christus.
Mit 16 Jahren besuchte Pierson das Hamilton College in Clinton, New York, von 1853 bis 1857 und dann das Union Theological Seminary in New York City, wo er 1860 graduierte und 1869 abschloss. Bereits 1857 gehörte er zu den Gründungsmitgliedern des Christlichen Vereins Junger Männer (CVJM, englisch: YMCA) in New York City, mit deren Arbeit unter Studenten er lebenslang verbunden blieb. Im Sommer 1859 und 1860 diente er als Prediger an der Congregational Church in Winsted, Connecticut, danach wurde er zum presbyterianischen Pastor ordiniert und diente dann bis 1863 an der First Congregational Church in Binghamton und 1863 bis 1869 in Waterford.
1869 wurde er an die Fort Street Presbyterian Church in Detroit berufen, die die größte Kirche der Stadt war. 1874 leiteten Daniel Webster Whittle und der Komponist Philip Paul Bliss (1838–1876) eine sechswöchige Evangelisationskampagne in der Stadt und wohnten bei Pierson. Mit Worten von Pierson komponierte Biss später bekannte Kirchenlieder. Nachdem dort 1876 die Kirche abgebrannt war, hielt er die Gottesdienste im städtischen Opernhaus, worauf erweckliche Zustände ausbrachen. Später wurde er nach Indianapolis berufen und von 1883 bis 1889 an die Bethany Collegiate Presbyterian Church in Philadelphia, eine Kirche, die sich evangelistisch und sozial unter den Armen dieser Stadt engagierte. Für Bedürftige richtete er ein Sparprogramm ein, das sich zur Penny Savings Bank in der Stadt entwickelte. Gleichzeitig eröffnete er eine Trainingsschule für angehende Missionare und förderte die Mission in Übersee. 1885 an einer Bibelkonferenz, die vom Prediger und Evangelisten Dwight Lyman Moody organisiert wurde, begann er für die weltweite Mission aktiv zu werben. Zudem konnte er auch am Moody Bible Institute in Chicago lehren. Ein Jahr später schrieb er The Crisis of Missions (deutsch: Die Krise der Mission), was zum wichtigsten Missionsbuch der damaligen Zeit wurde. Über dieses Thema sprach er zu Studentengruppen des CVJM (englisch: YMCA) und an der Sommerkonferenz von Moody 1886 in Northfield, Massachusetts. Darauf meldeten sich etwa hundert junge Männer für die Missionsarbeit und die freiwillige Studentenbewegung für die Außenmission (englisch: Student Volunteer Movement for Foreign Missions SVM) war entstanden. Er befürwortete Auslandseinsätze für junge Leute, denn er wollte die ganze Welt in seiner Generation mit dem Evangelium von Jesus Christus erreichen. Er war 1888 bis 1911 Herausgeber The Missionary Review of the World, einer wichtigen, überkonfessionellen Missionszeitschrift.
Pierson nahm 1888 an der London Centenary Conference teil, worauf er mehr Zeit in England verbrachte, um das Missionsanliegen dort zu verbreiten und den kranken Prediger Charles Haddon Spurgeon in seiner Kirche, dem Metropolitan Tabernacle, von 1891 bis 1892 zu vertreten und nach seinem Tod von 1892 bis 1893 zu ersetzen. Dessen Lebenserinnerungen verfasste er kurz nach dessen Tod, gleichzeitig war er noch als Dozent des Duff−Lehrstuhls in Schottland tätig. 1894 gab er mit dem Baptisten Adoniram Judson Gordon das Coronation Hymnal für die American Baptist Publication Society in Philadelphia, Pennsylvania, heraus. Eines seiner bedeutendsten Bücher zum Verständnis des Neuen Testaments war In Christ Jesus, das 1898 publiziert werden konnte.
Für seinen Freund George Müller schrieb er 1899 eine Biographie unter dem Titel George Müller of Bristol. Er konnte darauf hinwirken, dass die Africa Inland Mission und die Oriental Missionary Society gegründet wurden.
Während seiner gesamten Laufbahn predigte und lehrte Pierson auf Kanzeln an verschiedenen Orten der Welt, er engagierte sich in der Armenfürsorge und war ein Pionier der Glaubensmissionen. Denn vor 1870 gab es nur rund 2000 Missionare aus den Vereinigten Staaten im vollzeitlichen Missionsdienst, von denen etwa zehn Prozent in der Arbeit unter den Indianern tätig waren. Eine große Bewegung ausländischer Missionen begann in den 1880er Jahren und beschleunigte sich bis ins 20. Jahrhundert, teilweise aufgrund der Arbeit von Pierson, sodass 1911 5000 Missionare ihren Dienst weltweit taten. 1896 ließ er sich nochmals taufen, und er wurde somit Baptist, was den Ausschluss bei den Presbyterianern bewirkte.
Er war auch ein Dichter von etwa dreißig Kirchenliedern, die teilweise ins Deutsche und Norwegische übersetzt wurden. Er war zudem Berater und Mitherausgeber der Studienbibel seines Freundes Cyrus I. Scofield, die als Scofield-Bibel 1909 erschien. Nach seiner Pensionierung besuchte er per Schiff vom englischen Leicester aus 1910 Japan und Korea, wo er als Bibellehrer in verschiedenen Kirchen wirken konnte, so auch in der Namdaemoon Church. Sein Besuch war Auslöser, 1912 das koreanische Pierson Memorial Union Bible Institute zu gründen, das im 21. Jahrhundert nun Pyeongtaek University heißt. Eigentlich wollte er nach China und Indien weiterreisen, aber infolge Krankheit kam er vorzeitig nach San Francisco in die USA zurück, wo er am 3. Juni 1911 in Brooklyn starb.
Pierson wurde in Brooklyn auf dem Green-Wood Cemetery, Lot 33456 und Section 190, begraben.

## Familie
Pierson heiratete am 12. Juli 1860 Sarah Frances Benedict Pierson (1836–1917). Sie hatten zusammen sieben Kinder: Helen M. Pierson Curtis (1861–1937), Laura Woodford Pierson (1862–1941), Louise B. (1864–1903), Delavan L. Pierson (1867–1952), Anna Williston Pierson McDougall (1869–1937), Farrand Baker Pierson (1876–1928) und Edith Muir.

## Schriften (Auswahl)
- Zachariah Chandler; An Outline Sketch of His Life and Public Services, The Post & Tribune, Detroit 1880.
- The Crisis of Missions; or the Voice out of the Cloud, R. Carter, New York, 1886.
- Many Infallible Proofs: Chapters on the Evidences of Christianity; or, The Written and Living Word of God, F. H. Revell, Chicago 1886.
- Evangelistic Work in Principle and Practise, Baker & Taylor, New York 1887 und Legare Street Press, 2023, ISBN 978-1-02-030874-1.
- Keys to the Word: or, Helps to Bible Study, 1887 und CreateSpace Independent Publishing Platform, 2014, ISBN 978-1-4954-6503-1.
- The Organic Unity of the Bible, in: The Inspired Word: A Series of Papers and Addresses Delivered at the Bible-Inspiration Conference, Philadelphia, 1887, A. D. F. Randolph, New York 1888.
- The One Gospel; or, The Combination of the Narratives of the Four Evangelists, in One Complete Record, Baker & Taylor, New York 1889 und Legare Street Press, 2023, ISBN 978-1-02-245241-1.
- Stumbling Stones Removed from the Word of God, Baker & Taylor, New York 1891 und Legare Street Press, 2023, ISBN 978-1-02-113770-8.
- The Divine Enterprise of Missions: A Series of Lectures Delivered at New Brunswick, N.J., before the Theological Seminary of the Reformed Church in America upon the “Graves” Foundation in the Months of January and February, 1891, Baker & Taylor, New York 1891.
- The Miracles of Missions; or, the Modern Marvels in the History of Missionary Enterprise, Funk & Wagnalls, New York 1895; total 4 Bände: 1891–1901.
- The Divine Art of Preaching. Lectures Delivered at the “Pastor’s College,” connected with the Metropolitan Tabernacle, London, England, from January to June, 1892, Baker & Taylor, New York 1892 und Legare Street Press, 2022, ISBN 978-1-01-554899-2 und 2023, ISBN 978-1-02-003620-0.
- From the Pulpit to the Palm-Branch: A Memorial of Charles H. Spurgeon, Five Memorial Sermons by Rev. A. T. Pierson, A. C. Armstrong & Son, New York 1892.
- The Heart of the Gospel, sermons, 1892.
- The New Acts of the Apostles; Or, The Marvels of Modern Missions: A Series of Lectures Upon the Foundation of the “Duff Missionary Lectureship” Delivered in Scotland in February and March 1893, James Nisbet, London 1894.
- Life Power: or, Character Culture, and Conduct, Revell, New York 1895.
- Lessons in the School of Prayer, 1895; CreateSpace Independent Publishing Platform, 2013, ISBN 978-1-4947-6957-4 und Forgotten Books, 2018, ISBN 978-1-397-87740-6.
- Acts of the Holy Spirit, 1895.
- The Coming of the Lord, 1896.
- Seven Years in Sierra Leone; The Story of the Work of William A. B. Johnson, Missionary of the Church Missionary Society, from 1816 to 1823 in Regent’s Town, Sierra Leone, Africa, James Nisbet, London 1897.
- Shall we continue in Sin?, 1897.
- In Christ Jesus: or, The Sphere of the Believer’s Life, Funk & Wagnalls, New York 1898, Leopold Classic Library, 2015 und Forgotten Books, 2017, ISBN 978-0-265-28200-7.
- Catharine of Siena, an ancient Lay Preacher, 1898.
- George Muller of Bristol and his Witness to a Prayer-Hearing God, James Nisbet, London 1899.
  - Niemals enttäuscht: Das Leben Georg Müllers von Bristol, St. Johannis-Druckerei, 1950.
  - Georg Müller. Der Waisenvater von Bristol, Christliche Literatur-Verbreitung CLV, Bielefeld 1990, ISBN 978-3-89397-316-3 und 2023, ISBN 978-3-86699-676-2.
- Forward Movements of the last half Century, Funk & Wagnals, New York 1900.
- Seed Thoughts for Public Speakers: A Collection of Illustrations, Anecdotes, Outlines of Sermons and Addresses, Etc. Designed for Writers and Speakers, Funk & Wagnalls, London und New York 1900.
- The Modern Mission Century viewed as a Cycle of Divine Working; a Review of the Missions of the Nineteenth Century with Reference to the Superintending Providence of God, Baker & Taylor, New York 1901.
- The Gordian Knot: or, The Problem which baffles Infidelity, 1902.
- The Keswick Movement in Precept and Practice, Funk & Wagnalls, New York und London 1903 und Wentworth Press, 2019, ISBN 978-0-530-59709-6.
- God’s Living Oracles, Being the Exeter Hall Lectures on the Bible, Baker & Taylor, New York 1904.
- The Believer’s Life: Its Past, Present, and Future Tenses, Morgan & Scott, London 1905.
- The Bible and Spiritual Criticism, 1906.
- A Spiritual Clinique: Four Bible Readings Given at Keswick in 1907, Gospel Publishing House, New York 1907.
- The Bible and Spiritual Life, 1908 und Palala Press, 2018, ISBN 978-1-378-49469-1.
- Godly Self-control, 1909.
- The Inspired Word: A Series of Papers, Wipf & Stock, 2019, ISBN 978-1-5326-7991-9.

## Kirchenlieder
- Mit Adoniram Judson Gordon: The Coronation Hymnal, American Baptist Publication Society, Philadelphia 1894.[17]